# Eslovenia en el Festival de la Canción de Eurovisión 2022
Eslovenia participará en el LXVI Festival de la Canción de Eurovisión, que se celebrará en Turín, Italia del 10 al 14 de mayo de 2022, tras la victoria de Måneskin con la canción «Zitti e buoni». La Radiotelevizija Slovenija (Radiotelevisión eslovena, en español), radiodifusora encargada de la participación eslovena dentro del festival, se encargó de organizar el tradicional EMA como final nacional del país para elegir al representante del país en Eurovisión. La competencia se dividió en dos etapas: la primera consistente en el EMA Freš dedicando a seleccionar cuatro artistas nóveles para competir posteriormente en el EMA 2022 junto a otros 16 artistas ya preseleccionados. Tras la realización de dos semifinales y una final, en la que concursaron 20 canciones, fue elegida la canción groove «Disko», interpretada por el grupo LPS y compuesto por los miembros de la banda.
Pasando completamente desapercibida por las casas de apuestas, en el concurso Eslovenia compitió en la primera semifinal, siendo eliminada tras obtener la 17.ª y última posición general del festival con un total de 15 puntos, trece proviniendo de su vecino país, Croacia.

## Historia de Eslovenia en el Festival
Eslovenia es uno de los países de Europa del Este que se fueron uniendo al festival después de la disolución de Yugoslavia, debutando en 1993, tras ganar «Kvalifikacija za Millstreet», la primera ronda eliminatoria realizada para el festival tras la alta demanda de países que deseaban participar en el concurso. Desde entonces el país ha concursado en 26 ocasiones, siendo su mejor participación en 1995 y en 2001, cuando se colocaron en 7.ª posición con Darja Švajger con la balada en esloveno «Prisluhni mi» y Nuša Derenda con el tema electropop «Energy». Así mismo, el país se ha colocado en una ocasión más dentro de los 10 mejores del concurso: en 1997. Desde la introducción de las semifinales, Eslovenia ha logrado estar en la final solo en 6 ocasiones, siendo uno de los países con más eliminaciones en semifinales.
En 2021, la ganadora del EMA 2020, Ana Soklič, no clasificó a la final terminando en 13.ª posición con 44 puntos en la semifinal 1, con el tema «Amen».

## Representante para Eurovisión
Eslovenia confirmó su participación en el Festival de Eurovisión 2022 en septiembre de 2021, anunciando que la tradicional final nacional «EMA» sería una vez más el método de selección para el participante esloveno en Eurovisión. Unas semanas después, el 8 de octubre de 2021, la RTVSLO abrió el periodo de recepción de candidaturas y anunció cambios dentro del formato: La competencia se dividiría en dos fases, con el regreso del EMA Freš como primera fase de la competencia dirigido a jóvenes artistas y en el cual se realizarían una serie de duelos para poder seleccionar a cuatro artistas que se unan a los clasificados directos al EMA 2022. El periodo de recepción de canciones terminó el 22 de noviembre de 2021, habiéndose recibido 127 canciones tanto para el EMA como para el EMA Freš.

### EMA Freš 2022
La primera fase de la competencia fue el EMA Freš 2022. Para esta fase fueron elegibles jóvenes artistas menores de 30 años y con no más de tres sencillos publicados. Participaron un total de 24 artistas que fueron anunciados el día 26 de noviembre de 2021.
El formato consistió primeramente en una serie de duelos durante tres semanas. Cada semana, de lunes a jueves se presentaba un duelo diario el cual su ganador era elegido 100% por una votación en línea. Los cuatro perdedores avanzaban a la ronda de Segunda Oportunidad mientras los cuatro ganadores pasaban a la final semanal, donde volvían a someterse a una votación en línea la cual seleccionaba a dos finalistas, mientras que un jurado conformado por el cantante del grupo «Joker Out» Bojan Cvjetićanin, la cantante y ex representante eslovena en Eurovisión 2012, Eva Boto y la rapera Arne seleccionarían a un tercer finalista. Este jurado también fungió de presentadores durante esta fase. El perdedor de la final avanzaba a la Segunda Oportunidad.
De esta forma después de las tres semanas, los tres perdedores de las finales y los doce perdededores de los duelos diarios se presentaron en la cuarta semana durante la Segunda Oportunidad. Esta ronda consistió en cinco duelos de tres, presentados de lunes a viernes, en el que se sometieron a una votación 100% en línea donde el más votado avanzó a la final y los dos restantes fueron eliminados.
La última ronda del EMA Freš inicialmente estaba planeada para consistir en dos galas televisadas por la RTVSLO, sin embargo, el 13 de enero de 2022 se confirmó la realización de una sola gala el 28 de enero. En esta ronda avanzaron a las semifinales del EMA 2022 los dos más votados por el público y posteriormente, los dos mejores posicionados por el jurado profesional.

#### Candidaturas
| Artista         | Canción (Traducción)                              | Idioma   | Compositor(es) |
| --------------- | ------------------------------------------------- | -------- | --- |
| Ain't Harmony   | «Hočem Da» (Quiero)                               | Esloveno | Anja Ruperčič, Katarina Pangeršič, Nika Svetlin, Nina Pintar, Špela Ivančič                                                                                             |
| Anja Vodošek    | «Maniac» (Maniaca)                                | Inglés   | Raay, Anej Piletič |
| De Liri         | «Obstajam» (Existe)                               | Esloveno | Zala Kores, Julija Veleski, Žan Serčič |
| Ella            | «A Sem Dovolj?» (¿Soy suficiente?)                | Esloveno | Špela Škofič, Josip-Cole Moretti, Miklavž Ašič, Jože Andrejaš, Dare Kaurič, Janez Rupnik, Aleš Berkopec, Primož Velikonja, Damjan Berkopec, Mitja Šedlbauer, Nejc Viher |
| Emma            | «Moja Sreča» (Mi felicidad)                       | Esloveno | Neisha, Dejan Radičević |
| Evita           | «Črno-Bela» (Blanco y negro)                      | Esloveno | Eva Šolinc, Marino Legovič, Damjana Kenda-Hussu, Simon Gomilšek, Diana Lečnik, Leon Oblak                                                                               |
| Hvala Brothers  | «Gremo Naprej» (Avanzando)                        | Esloveno | Miha Hvala, Nejc Hvala, Rok Hvala |
| Ina             | «Moj Dopamin» (Mi dopamina)                       | Esloveno | Matic Mlakar, Jure Skaza, Ina Olup |
| Jaka Hliš       | «Svoje Sreče Krojač» (El sastre de tu suerte)     | Esloveno | Jaka Hliš, Alex Volasko |
| Jon Vitezič     | «Jesus Style» (Estilo de Jesús)                   | Inglés   | Jon Vitezič, Peter Dekleva |
| Katja Korošec   | «Levo In Desno» (Izquierda y derecha)             | Esloveno | Katja Korošec, Nino Oslak |
| Katja Kos       | «Deadly Flower» (Flor letal)                      | Inglés   | Katja Kos, Mario Babojelić |
| Lara Dovier     | «Ko Sva Se Prvič Spoznala» (Cuando nos conocimos) | Esloveno | Andrej Bezjak, Marko Duplišak, Lara Dovier, Jure Grudnik, Miha Oblišar, Jean Markič, Marko Golubović, Samuel Waermö, Uroš Obranovič                                     |
| LaraYul         | «Moja Lekcija» (Mi lección)                       | Esloveno | Lara Šket |
| Leya Leanne     | «Naked» (Desnuda)                                 | Inglés   | Leya Leanne, Shawn Myers, Jonas Gladnikoff |
| LPS             | «Disko» (Disco)                                   | Esloveno | Filip Vidušin, Žiga Žvižej, Gašper Hlupič, Mark Semeja, Zala Velenšek, Jakob Korošec                                                                                    |
| LUMA            | «All In» (Todo incluido)                          | Inglés   | Lucija Harum, Martin Vogrin, Vid Turica |
| Marijan & Špela | «I Am So in Love» (Estoy tan enamorada)           | Inglés   | Marijan Novak |
| Mia Vučković    | «Telenovela» (Telenovela)                         | Inglés   | Aleksandar Ignjatić, Senad Smajlović, Luka Radojlović |
| Mitja Dragan    | «Iščem» (Estoy buscando)                          | Esloveno | Boro Dolc, Darjo Peklar, Mitja Dragan, Fadila Prijatelj |
| Neli Jerot      | «Magnum Opus» (Obra maestra)                      | Esloveno | Neli Jerot, Nino Ošlak, Igor Pirkovič, Drago Mislej, Danilo Kocjančič, Franco Zabukovec, Domen Kumer, Petra Pečovnik                                                    |
| Nika S.         | «Počakaj Me» (Espérame)                           | Esloveno | Martin Lunder, Nace Jordan |
| Nina Sodnik     | «Will You Be Enough» (Serás suficiente)           | Inglés   | Nina Sodnik, Zvone Hranjec, Tea Vindiš, Matej Sušnik, Blaž Sotošek |
| Stela Sofia     | «Tu In Zdaj» (Aquí y ahora)                       | Esloveno | Stela Tavzelj, Žan Serčič |

| Concursante     | Semana 1 | Semana 1      | Semana 2 | Semana 2      | Semana 3 | Semana 3      | Segunda Oportunidad (Repesca)                      | Final                                              |
| Concursante     | Duelos   | Final Semanal | Duelos   | Final Semanal | Duelos   | Final Semanal | Segunda Oportunidad (Repesca)                      | Final                                              |
| --------------- | -------- | ------------- | -------- | ------------- | -------- | ------------- | -------------------------------------------------- | -------------------------------------------------- |
| LPS             | Avanza   | Finalista     | —        | —             | —        | —             | —                                                  | Avanzan al EMA 2022                                |
| Stela Sofia     | Avanza   | Finalista     | —        | —             | —        | —             | —                                                  | Avanzan al EMA 2022                                |
| Luma            | —        | —             | Avanza   | Finalista     | —        | —             | —                                                  | Avanzan al EMA 2022                                |
| Leya Leanne     | —        | —             | —        | —             | Avanza   | Finalista     | —                                                  | Avanzan al EMA 2022                                |
| Jon Vitezič     | Avanza   | Finalista     | —        | —             | —        | —             | —                                                  | Eliminados (Finalistas del EMA Freš 2022)          |
| Ina             | —        | —             | Avanza   | Finalista     | —        | —             | —                                                  | Eliminados (Finalistas del EMA Freš 2022)          |
| Jaka Hliš       | —        | —             | Avanza   | Finalista     | —        | —             | —                                                  | Eliminados (Finalistas del EMA Freš 2022)          |
| De Liri         | —        | —             | —        | —             | Avanza   | Finalista     | —                                                  | Eliminados (Finalistas del EMA Freš 2022)          |
| Marijan & Špela | —        | —             | —        | —             | Avanza   | Finalista     | —                                                  | Eliminados (Finalistas del EMA Freš 2022)          |
| Nika S.         | Avanza   | Repesca       | —        | —             | —        | —             | Finalista                                          | Eliminados (Finalistas del EMA Freš 2022)          |
| Katja Kos       | Repesca  | —             | —        | —             | —        | —             | Finalista                                          | Eliminados (Finalistas del EMA Freš 2022)          |
| Anja Vodošek    | Repesca  | —             | —        | —             | —        | —             | Finalista                                          | Eliminados (Finalistas del EMA Freš 2022)          |
| Emma            | —        | —             | —        | —             | Avanza   | Repesca       | Finalista                                          | Eliminados (Finalistas del EMA Freš 2022)          |
| Mia Vučković    | —        | —             | —        | —             | Repesca  | —             | Finalista                                          | Eliminados (Finalistas del EMA Freš 2022)          |
| Ella            | Repesca  | —             | —        | —             | —        | —             | Eliminados (Segunda Oportunidad del EMA Freš 2022) | Eliminados (Segunda Oportunidad del EMA Freš 2022) |
| Neli Jerot      | Repesca  | —             | —        | —             | —        | —             | Eliminados (Segunda Oportunidad del EMA Freš 2022) | Eliminados (Segunda Oportunidad del EMA Freš 2022) |
| Lara Dovier     | —        | —             | Avanza   | Repesca       | —        | —             | Eliminados (Segunda Oportunidad del EMA Freš 2022) | Eliminados (Segunda Oportunidad del EMA Freš 2022) |
| LaraYul         | —        | —             | Repesca  | —             | —        | —             | Eliminados (Segunda Oportunidad del EMA Freš 2022) | Eliminados (Segunda Oportunidad del EMA Freš 2022) |
| Ain't Harmony   | —        | —             | Repesca  | —             | —        | —             | Eliminados (Segunda Oportunidad del EMA Freš 2022) | Eliminados (Segunda Oportunidad del EMA Freš 2022) |
| Evita           | —        | —             | Repesca  | —             | —        | —             | Eliminados (Segunda Oportunidad del EMA Freš 2022) | Eliminados (Segunda Oportunidad del EMA Freš 2022) |
| Mitja Dragan    | —        | —             | Repesca  | —             | —        | —             | Eliminados (Segunda Oportunidad del EMA Freš 2022) | Eliminados (Segunda Oportunidad del EMA Freš 2022) |
| Hvala Brothers  | —        | —             | —        | —             | Repesca  | —             | Eliminados (Segunda Oportunidad del EMA Freš 2022) | Eliminados (Segunda Oportunidad del EMA Freš 2022) |
| Katja Korošec   | —        | —             | —        | —             | Repesca  | —             | Eliminados (Segunda Oportunidad del EMA Freš 2022) | Eliminados (Segunda Oportunidad del EMA Freš 2022) |
| Nina Sodnik     | —        | —             | —        | —             | Repesca  | —             | Eliminados (Segunda Oportunidad del EMA Freš 2022) | Eliminados (Segunda Oportunidad del EMA Freš 2022) |

#### Duelos
Los duelos tuvieron lugar vía en línea entre el 29 de noviembre y el 18 de diciembre de 2021, siendo presentados por Bojan Cvjetićanin, Eva Boto y Arne Međedović. Participaron 24 temas, repartidos entre tres semanas por nueve pases a la final. Cada semana se presentaron ocho temas en cuatro duelos, de los cuales el ganador avanzó a la final semanal. En esta fase los cuatro temas se sometieron a dos votaciones: una por medio de votos en línea que clasificaron a dos participantes y una segunda por un jurado profesional compuesto por los propios presentadores que seleccionaron un finalista. Tanto el perdedor de la final semanal como los cuatro perdedores de los duelos diarios pasaron a la Segunda Oportunidad. Los resultados completos de los duelos fueron publicados vía Instagram el 20 de febrero de 2022.
     Avanza a la final semanal / Clasificado por el televoto     Clasificado por el jurado profesional

##### Semana 1
| N.º | Fecha                   | Artista      | Canción         | Votos | Resultado           |
| --- | ----------------------- | ------------ | --------------- | ----- | ------------------- |
| I   | 29 de noviembre de 2021 | Katja Kos    | «Deadly Flower» | 1,142 | Segunda Oportunidad |
| I   | 29 de noviembre de 2021 | Nika S.      | «Počakaj Me»    | 1,316 | Avanza              |
| II  | 30 de noviembre de 2021 | Anja Vodošek | «Maniac»        | 1,161 | Segunda Oportunidad |
| II  | 30 de noviembre de 2021 | Stela Sofia  | «Tu In Zdaj»    | 1,974 | Avanza              |
| III | 1 de diciembre de 2021  | LPS          | «Disko»         | 3,139 | Avanza              |
| III | 1 de diciembre de 2021  | Neli Jerot   | «Magnum Opus»   | 419   | Segunda Oportunidad |
| IV  | 2 de diciembre de 2021  | Ella         | «A Sem Dovolj?» | 799   | Segunda Oportunidad |
| IV  | 2 de diciembre de 2021  | Jon Vitezič  | «Jesus Style»   | 1,536 | Avanza              |

| Final Semanal — 4 de diciembre de 2021 | Final Semanal — 4 de diciembre de 2021 | Final Semanal — 4 de diciembre de 2021 | Final Semanal — 4 de diciembre de 2021 | Final Semanal — 4 de diciembre de 2021 | Final Semanal — 4 de diciembre de 2021 | Final Semanal — 4 de diciembre de 2021 |
| N.º                                    | Artista                                | Canción                                | Jurado                                 | Votación Online                        | Votación Online                        | Resultado                              |
| N.º                                    | Artista                                | Canción                                | Jurado                                 | Votos                                  | Lugar                                  | Resultado                              |
| -------------------------------------- | -------------------------------------- | -------------------------------------- | -------------------------------------- | -------------------------------------- | -------------------------------------- | -------------------------------------- |
| 1                                      | Nika S.                                | «Počakaj Me»                           | 4                                      | 877                                    | 4                                      | Segunda Oportunidad                    |
| 2                                      | Stela Sofia                            | «Tu In Zdaj»                           | 3                                      | 1,295                                  | 2                                      | Finalista                              |
| 3                                      | LPS                                    | «Disko»                                | 1                                      | 2,455                                  | 1                                      | Finalista                              |
| 4                                      | Jon Vitezič                            | «Jesus Style»                          | 2                                      | 977                                    | 3                                      | Finalista                              |

##### Semana 2
| N.º | Fecha                  | Artista       | Canción                    | Votos | Resultado           |
| --- | ---------------------- | ------------- | -------------------------- | ----- | ------------------- |
| I   | 6 de diciembre de 2021 | Ina           | «Moj Dopamin»              | 1,174 | Avanza              |
| I   | 6 de diciembre de 2021 | LaraYul       | «Moja Lekcija»             | 718   | Segunda Oportunidad |
| II  | 7 de diciembre de 2021 | Ain't Harmony | «Hočem Da»                 | 1,229 | Segunda Oportunidad |
| II  | 7 de diciembre de 2021 | Jaka Hliš     | «Svoje Sreče Krojač»       | 1,295 | Avanza              |
| III | 8 de diciembre de 2021 | LUMA          | «All In»                   | 1,159 | Avanza              |
| III | 8 de diciembre de 2021 | Mitja Dragan  | «Iščem»                    | 662   | Segunda Oportunidad |
| IV  | 9 de diciembre de 2021 | Evita         | «Črno-Bela»                | 539   | Segunda Oportunidad |
| IV  | 9 de diciembre de 2021 | Lara Dovier   | «Ko Sva Se Prvič Spoznala» | 1,061 | Avanza              |

| Final Semanal — 11 de diciembre de 2021 | Final Semanal — 11 de diciembre de 2021 | Final Semanal — 11 de diciembre de 2021 | Final Semanal — 11 de diciembre de 2021 | Final Semanal — 11 de diciembre de 2021 | Final Semanal — 11 de diciembre de 2021 | Final Semanal — 11 de diciembre de 2021 |
| N.º                                     | Artista                                 | Canción                                 | Jurado                                  | Votación Online                         | Votación Online                         | Resultado                               |
| N.º                                     | Artista                                 | Canción                                 | Jurado                                  | Votos                                   | Lugar                                   | Resultado                               |
| --------------------------------------- | --------------------------------------- | --------------------------------------- | --------------------------------------- | --------------------------------------- | --------------------------------------- | --------------------------------------- |
| 1                                       | Jaka Hliš                               | «Svoje Sreče Krojač»                    | 4                                       | 706                                     | 2                                       | Finalista                               |
| 2                                       | Lara Dovier                             | «Ko Sva Se Prvič Spoznala»              | 3                                       | 680                                     | 3                                       | Segunda Oportunidad                     |
| 3                                       | Ina                                     | «Moj Dopamin»                           | 2                                       | 660                                     | 4                                       | Finalista                               |
| 4                                       | LUMA                                    | «All In»                                | 1                                       | 1,026                                   | 1                                       | Finalista                               |

##### Semana 3
| N.º | Fecha                   | Artista         | Canción              | Votos | Resultado           |
| --- | ----------------------- | --------------- | -------------------- | ----- | ------------------- |
| I   | 13 de diciembre de 2021 | Hvala Brothers  | «Gremo Naprej»       | 1,310 | Segunda Oportunidad |
| I   | 13 de diciembre de 2021 | Leya Leanne     | «Naked»              | 1,848 | Avanza              |
| II  | 14 de diciembre de 2021 | De Liri         | «Obstajam»           | 1,137 | Avanza              |
| II  | 14 de diciembre de 2021 | Katja Korošec   | «Levo In Desno»      | 780   | Segunda Oportunidad |
| III | 15 de diciembre de 2021 | Emma            | «Moja Sreča»         | 1,100 | Avanza              |
| III | 15 de diciembre de 2021 | Nina Sodnik     | «Will You Be Enough» | 735   | Segunda Oportunidad |
| IV  | 16 de diciembre de 2021 | Marijan & Špela | «I Am So In Love»    | 1,290 | Avanza              |
| IV  | 16 de diciembre de 2021 | Mia Vučković    | «Telenovela»         | 741   | Segunda Oportunidad |

| Final Semanal — 18 de diciembre de 2021 | Final Semanal — 18 de diciembre de 2021 | Final Semanal — 18 de diciembre de 2021 | Final Semanal — 18 de diciembre de 2021 | Final Semanal — 18 de diciembre de 2021 | Final Semanal — 18 de diciembre de 2021 | Final Semanal — 18 de diciembre de 2021 |
| N.º                                     | Artista                                 | Canción                                 | Jurado                                  | Votación Online                         | Votación Online                         | Resultado                               |
| N.º                                     | Artista                                 | Canción                                 | Jurado                                  | Votos                                   | Lugar                                   | Resultado                               |
| --------------------------------------- | --------------------------------------- | --------------------------------------- | --------------------------------------- | --------------------------------------- | --------------------------------------- | --------------------------------------- |
| 1                                       | Leya Leanne                             | «Naked»                                 | 1                                       | 1,237                                   | 1                                       | Finalista                               |
| 2                                       | De Liri                                 | «Obstajam»                              | 2                                       | 643                                     | 3                                       | Finalista                               |
| 3                                       | Emma                                    | «Moja Sreča»                            | 3                                       | 622                                     | 4                                       | Segunda Oportunidad                     |
| 4                                       | Marijan & Špela                         | «I Am So In Love»                       | 4                                       | 733                                     | 2                                       | Finalista                               |

#### Segunda Oportunidad
La Segunda Oportunidad tuvo lugar vía en línea entre el 20 y el 24 de diciembre de 2021, siendo presentada por Bojan Cvjetićanin, Eva Boto y Arne Međedović. Participaron los 12 perdedores de los duelos diarios y los 3 perdedores de las finales semanales, totalizando 15 participantes. Estos compitieron por cinco pases a la final, dividiéndose en cinco duelos de tres, uno por día, definidos por medio de una votación determinada al 100% por votos en línea en la web de la RTVSLO. El ganador de cada duelo avanzó a la final. Los resultados completos fueron publicados el 20 de febrero de 2022.
| N.º | Fecha                   | Artista        | Canción                    | Votos | Resultado |
| --- | ----------------------- | -------------- | -------------------------- | ----- | --------- |
| I   | 20 de diciembre de 2021 | Katja Korošec  | «Levo In Desno»            | 374   |           |
| I   | 20 de diciembre de 2021 | Katja Kos      | «Deadly Flower»            | 535   | Finalista |
| I   | 20 de diciembre de 2021 | Neli Jerot     | «Magnum Opus»              | 118   |           |
| II  | 21 de diciembre de 2021 | Emma           | «Moja Sreča»               | 1,879 | Finalista |
| II  | 21 de diciembre de 2021 | LaraYul        | «Moja Lekcija»             | 1,099 |           |
| II  | 21 de diciembre de 2021 | Mitja Dragan   | «Iščem»                    | 355   |           |
| III | 22 de diciembre de 2021 | Ain't Harmony  | «Hočem Da»                 | 524   |           |
| III | 22 de diciembre de 2021 | Anja Vodošek   | «Maniac»                   | 632   | Finalista |
| III | 22 de diciembre de 2021 | Nina Sodnik    | «Will You Be Enough»       | 321   |           |
| IV  | 23 de diciembre de 2021 | Hvala Brothers | «Gremo Naprej»             | 713   |           |
| IV  | 23 de diciembre de 2021 | Mia Vučković   | «Telenovela»               | 913   | Finalista |
| IV  | 23 de diciembre de 2021 | Lara Dovier    | «Ko Sva Se Prvič Spoznala» | 712   |           |
| V   | 24 de diciembre de 2021 | Ella           | «A Sem Dovolj?»            | 340   |           |
| V   | 24 de diciembre de 2021 | Evita          | «Črno-Bela»                | 371   |           |
| V   | 24 de diciembre de 2021 | Nika S.        | «Počakaj Me»               | 705   | Finalista |

#### Final
La final del EMA Freš 2022 tuvo lugar en los estudios de la RTVSLO en Liubliana el 28 de enero de 2022, siendo presentado por Eva Boto, Melani Mekicar y Arne Međedović. Participaron los 3 temas ganadores de cada final semanal y los 5 temas ganadores de la Segunda Oportunidad, totalizando 14 participantes. Estos compitieron por cuatro pases al EMA 2022 por medio de dos votaciones separadas: una del televoto, el cual otorgó dos pases mientras que en la votación del jurado profesional conformado por Maja Keuc, Maša Kljun y Matjaž Vlašič otorgaron otros dos pases entre los doce finalistas restantes. Los adelantos de las versiones de estudio de las catorce canciones fueron publicadas por redes sociales entre el 14 y 18 de enero de 2022. Los resultados completos fueron publicados el 20 de febrero de 2022.
| N.º | Artista         | Canción              | Jurado | Televoto | Televoto | Resultado    |
| N.º | Artista         | Canción              | Jurado | Votos    | Puntos   | Resultado    |
| --- | --------------- | -------------------- | ------ | -------- | -------- | ------------ |
| 1   | Mia Vučković    | «Telenovela»         | 13     | 177      | 13       |              |
| 2   | De Liri         | «Obstajam»           | 4      | 173      | 14       |              |
| 3   | Jon Vitezič     | «Jesus Style»        | 10     | 624      | 5        |              |
| 4   | Ina             | «Moj Dopamin»        | 9      | 324      | 10       |              |
| 5   | Marijan & Špela | «I Am So In Love»    | 14     | 357      | 9        |              |
| 6   | Stela Sofia     | «Tu In Zdaj»         | 8      | 1,204    | 2        | Clasificada  |
| 7   | Leya Leanne     | «Naked»              | 3      | 2,066    | 1        | Clasificada  |
| 8   | Nika S.         | «Počakaj Me»         | 12     | 235      | 12       |              |
| 9   | Katja Kos       | «Deadly Flower»      | 5      | 276      | 11       |              |
| 10  | Jaka Hliš       | «Svoje Sreče Krojač» | 11     | 543      | 7        |              |
| 11  | Anja Vodošek    | «Maniac»             | 6      | 394      | 8        |              |
| 12  | Emma            | «Moja Sreča»         | 7      | 595      | 6        |              |
| 13  | 'LPS'           | «Disko»              | 2      | 876      | 4        | Clasificados |
| 14  | LUMA            | «All In»             | 1      | 984      | 3        | Clasificados |

     Clasificado por el televoto     Clasificado por el jurado profesional

### EMA 2022
El EMA 2022 fue la 24.ª edición de la tradicional final nacional eslovena. Participaron un total de 20 artistas, de los cuales 16 se clasificaron directamente a esta fase, seleccionados por la RTVSLO entre las candidaturas recibidas dentro del plazo de recepción de canciones. Los dieciséis primeros concursantes se anunciaron el 19 de diciembre de 2021 mientras los cuatro restantes fueron seleccionados en la final de EMA Freš el 28 de enero de 2022. Adelantos de 30 segundos de las canciones fueron publicados el 20 y 21 de enero de 2022 según la semifinal en la que actuarían.
El formato consistió en tres galas: dos semifinales y una final. En cada semifinal actuaron diez concursantes: ocho artistas preclasificados más dos ganadores del EMA Freš. En esta ronda, los concursantes se sometieron a dos votaciones separadas: la primera era la votación del público quien clasificaba a la final a los 3 más votados. De entre los siete restantes, los tres mejores clasificados en la segunda votación que pertenecía al jurado profesional, también se clasificaba a la final, dando un total de 12 finalistas entre las dos galas.
En la final se realizó una sola ronda de votación: después de presentarse las 12 candidaturas, se sometieron a una votación al 50/50 entre el jurado profesional y el público. En el caso del jurado profesional, votaron cinco grupos conformado cada uno por cinco personas: miembros de OGAE Eslovenia, Compositores, Personalidades de la radio, Personalidades de la televisión y Cantantes. Cada grupo votó con el mismo sistema usado en Eurovisión: 12, 10 y 8-1 punto en orden de preferencia. En la votación del público, se repartieron los puntos bajo el mismo sistema de Eurovisión multiplicado por 5, es decir: 60, 50, 40, 35, 30, 25, 20, 15, 10 y 5 puntos conforme la cantidad de votos recibidos. En esta ronda, el mayor votado se declaraba ganador del festival y representante de Eslovenia en Eurovisión.

#### Jurado
| - Eva Mavrič - Maja Tilinger - Erik Sedevčič - Boštjan Smrekar - Miran Cvetko - Matjaž Vlašič - Miha Gorše - Gregor Strasbergar - Matevž Šalehar - Gašper Šantl | - Anita Gošte (Radio Aktual) - Anja Ramšak (Radio 1) - Blaž Maljevac (Radio Koper) - Gregor Stermecki (Radio Maribor) - Žiga Klančar (Val 202) - Anja Möderndorfer - Dajana Makovec - Tina Novak - Den Baruca - Lorella Flego | - Tinkara Kovač - Lea Sirk - Raiven - Eva Boto - Eva Hren |

#### Candidaturas
| Artista             | Canción (Traducción)                                             | Idioma   | Compositor(es)                                                                       |
| ------------------- | ---------------------------------------------------------------- | -------- | ------------------------------------------------------------------------------------ |
| Anabel              | «Tendency» (Tendencia)                                           | Inglés   | Ana Teržan                                                                           |
| Batista Cadillac    | «Mim Pravil» (Reglas mínimas)                                    | Esloveno | Urban Lutman, Matija Koritnik, Martin Štibernik, Tadej Košir, Benjamin Krnetič       |
| Bowrain & Brina     | «Čas Je» (Es hora)                                               | Esloveno | Tine Grgurevič, Gregor Kosi                                                          |
| BQL                 | «Maj» (mayo)                                                     | Esloveno | Anej Piletič, Raay, Marjetka Vovk                                                    |
| David Amaro         | «Še Vedno Si Lepa» (Tu sigues siendo hermosa)                    | Esloveno | Goran Šarac, Rok Lunaček                                                             |
| Eva Moškon          | «Kliki» (Clics)                                                  | Esloveno | Nermin Puškar, Srečko Meolic                                                         |
| Gušti junto a Leyre | «Nova Romantika» (Nuevo romance)                                 | Esloveno | Miha Guštin                                                                          |
| Hauptman            | «Sledim» (Sigo)                                                  | Esloveno | Žan Hauptman, Vid Turica                                                             |
| Jonatan Haller      | «Obzorje» (Horizonte)                                            | Esloveno | Jonatan Haller, Satja Medvešek, Jernej Drnovšek, Miha Rednak                         |
| July Jones          | «Girls Can Do Anything» (Las chicas pueden hacer cualquier cosa) | Inglés   | July Jones, Toby Scott                                                               |
| Klara Jazbec        | «Vse Kar Imam» (Todo lo que tengo)                               | Inglés   | Ani Cordero, Ed Fisher, Klara Jazbec                                                 |
| Le Serpentine       | «Tud Teb Se Lahk Zgodi» (También te puede ocurrir a ti)          | Esloveno | Žiga Jokić                                                                           |
| Leya Leanne         | «Naked» (Desnuda)                                                | Inglés   | Leya Leanne, Shawn Myers, Jonas Gladnikoff                                           |
| LPS                 | «Disko» (Disco)                                                  | Esloveno | Filip Vidušin, Žiga Žvižej, Gašper Hlupič, Mark Semeja, Zala Velenšek, Jakob Korošec |
| LUMA                | «All In» (Todo incluido)                                         | Inglés   | Lucija Harum, Martin Vogrin, Vid Turica                                              |
| Manouche            | «Si Sama?» (¿Estás solo?)                                        | Esloveno | Robert Pikl                                                                          |
| Mia Guček           | «Independiente» (Independiente)                                  | Esloveno | Mia Guček, Octavian Rasinariu, Patrick Jamnik                                        |
| Stela Sofia         | «Tu In Zdaj» (Aquí y ahora)                                      | Esloveno | Stela Tavzelj, Žan Serčič                                                            |
| Vedran Ljubenko     | «H2O Dieta» (Dieta de H2O)                                       | Esloveno | Vedran Ljubenko, Jakov Zadro                                                         |
| Zala Smolnikar      | «V Ogledalu» (En el espejo)                                      | Esloveno | Zala Smolnikar                                                                       |

     Clasificado a través del EMA Freš

#### Semifinales

##### Semifinal 1
La primera semifinal tuvo lugar en el Centro de Exhibiciones y Convenciones en Liubliana el 5 de febrero de 2022, siendo presentada por Melani Mekicar y Bojan Cvjetićanin. 10 canciones compitieron por 6 pases a la final por medio de dos votaciones separadas: una por el voto del público que calificaba a los tres más votados y una segunda por un jurado profesional que calificaba a los tres mejores situados (sin contar a los tres clasificados por el televoto). Los resultados completos de esta semifinal fueron publicados el 20 de febrero de 2022.
| N.º | Artista          | Canción                 | Jurado | Televoto | Televoto | Resultado |
| N.º | Artista          | Canción                 | Jurado | Votos    | Puntos   | Resultado |
| --- | ---------------- | ----------------------- | ------ | -------- | -------- | --------- |
| 1   | July Jones       | «Girls Can Do Anything» | 1      | 527      | 7        | Finalista |
| 2   | David Amaro      | «Še Vedno Si Lepa»      | 4      | 348      | 8        | Finalista |
| 3   | Le Serpentine    | «Tud Teb Se Lahk Zgodi» | 9      | 669      | 4        |           |
| 4   | Bowrain & Brina  | «Čas Je»                | 10     | 576      | 6        |           |
| 5   | LUMA             | «All In»                | 2      | 1,009    | 2        | Finalista |
| 6   | Stela Sofia      | «Tu In Zdaj»            | 7      | 1,509    | 1        | Finalista |
| 7   | Jonatan Haller   | «Obzorje»               | 6      | 273      | 9        |           |
| 8   | Batista Cadillac | «Mim Pravil»            | 3      | 598      | 5        | Finalista |
| 9   | Zala Smolnikar   | «V Ogledalu»            | 8      | 262      | 10       |           |
| 10  | Manouche         | «Si Sama?»              | 5      | 960      | 3        | Finalista |

     Clasificado por el televoto     Clasificado por el jurado profesional

##### Semifinal 2
La segunda semifinal tuvo lugar en el Centro de Exhibiciones y Convenciones en Liubliana el 12 de febrero de 2022, siendo presentada por Melani Mekicar y Bojan Cvjetićanin. 10 canciones compitieron por 6 pases a la final por medio de dos votaciones separadas: una por el voto del público que calificaba a los tres más votados y una segunda por un jurado profesional que calificaba a los tres mejores situados (sin contar a los tres clasificados por el televoto). Los resultados completos de esta semifinal fueron publicados el 20 de febrero de 2022.
| N.º | Artista             | Canción          | Jurado | Televoto | Televoto | Resultado |
| N.º | Artista             | Canción          | Jurado | Votos    | Puntos   | Resultado |
| --- | ------------------- | ---------------- | ------ | -------- | -------- | --------- |
| 1   | Mia Guček           | «Independiente»  | 9      | 720      | 4        |           |
| 2   | Gušti junto a Leyre | «Nova Romantika» | 3      | 448      | 8        | Finalista |
| 3   | Klara Jazbec        | «Vse Kar Imam»   | 8      | 206      | 9        |           |
| 4   | Vedran Ljubenko     | «H2O Dieta»      | 7      | 166      | 10       |           |
| 5   | Leya Leanne         | «Naked»          | 6      | 1,779    | 1        | Finalista |
| 6   | LPS                 | «Disko»          | 1      | 1,671    | 2        | Finalista |
| 7   | Anabel              | «Tendency»       | 4      | 463      | 7        | Finalista |
| 8   | BQL                 | «Maj»            | 5      | 848      | 3        | Finalista |
| 9   | Hauptman            | «Sledim»         | 2      | 550      | 6        | Finalista |
| 10  | Eva Moškon          | «Kliki»          | 10     | 661      | 5        |           |

     Clasificado por el televoto     Clasificado por el jurado profesional

#### Final
La final tuvo lugar en el Centro de Exhibiciones y Convenciones en Liubliana el 12 de febrero de 2022, siendo presentada por Melani Mekicar y Bojan Cvjetićanin. Participaron los 6 temas ganadores de cada semifinal, totalizando 12 participantes. El orden de actuación se reveló el 14 de febrero de 2022, determinado por los productores del concurso. La final fue transmitida por TV SLO 1, Radio Val 202, Radio Koper, Radio Maribor y vía en línea por el sitio web www.rtvslo.si. La final se definió bajo una sola ronda de votación, determinada al 50% por el voto del público y el 50% por cinco paneles de jurados profesionales, cada uno de cinco miembros. Tras la votación, el grupo novel Last Pizza Slice bajo el seudónimo LPS fue declarado ganador tras obtener 103 puntos, siendo la segunda preferencia del jurado y la primera del televoto, con el tema disco-funk en esloveno «Disko», compuesto por los miembros de la banda: Filip Vidušin, Žiga Žvižej, Gašper Hlupič, Mark Semeja y Zala Velenšek junto a Jakob Korošec. La final fue vista por una audiencia de 234,800 espectadores y un 27% de cuota de pantalla.
| N.º | Artista             | Canción                 | Jurado | Televoto | Televoto | Lugar | Puntos |
| N.º | Artista             | Canción                 | Jurado | Votos    | Puntos   | Lugar | Puntos |
| --- | ------------------- | ----------------------- | ------ | -------- | -------- | ----- | ------ |
| 1   | Anabel              | «Tendency»              | 10     | 545      | 0        | 11    | 10     |
| 2   | Stela Sofia         | «Tu In Zdaj»            | 8      | 962      | 15       | 10    | 23     |
| 3   | Manouche            | «Si Sama?»              | 28     | 1,412    | 25       | 6     | 53     |
| 4   | Leya Leanne         | «Naked»                 | 8      | 1,018    | 20       | 9     | 28     |
| 5   | BQL                 | «Maj»                   | 19     | 2,441    | 50       | 3     | 69     |
| 6   | Gušti junto a Leyre | «Nova Romantika»        | 28     | 946      | 10       | 7     | 38     |
| 7   | July Jones          | «Girls Can Do Anything» | 32     | 1,655    | 30       | 5     | 62     |
| 8   | David Amaro         | «Še Vedno Si Lepa»      | 2      | 447      | 0        | 12    | 2      |
| 9   | LPS                 | «Disko»                 | 43     | 3,151    | 60       | 1     | 103    |
| 10  | Hauptman            | «Sledim»                | 29     | 833      | 5        | 8     | 34     |
| 11  | Luma                | «All In»                | 33     | 1,770    | 35       | 4     | 68     |
| 12  | Batista Cadillac    | «Mim Pravil»            | 50     | 2,132    | 40       | 2     | 90     |

## En Eurovisión
De acuerdo a las reglas del festival, todos los concursantes iniciaron desde las semifinales, a excepción del anfitrión (en este caso, Italia) y el Big Five compuesto por Alemania, España, Francia, la misma Italia y Reino Unido. En el sorteo realizado el 25 de enero de 2022, Eslovenia fue sorteada en la primera semifinal del festival. En este mismo sorteo, se determinó que participaría en la primera mitad de la semifinal (posiciones 1-9). Semanas después, ya conocidos los artistas y sus respectivas canciones participantes, la producción del programa dio a conocer el orden de actuación, determinando que el país participaría en la quinta posición, precedida por Suiza y seguida de Ucrania.
Los comentarios para Eslovenia corrieron por decimotercera ocasión en la historia por parte de Andrej Hofer por televisión, mientras que para radio corrieron por parte de Maruša Kerec. La portavoz de la votación del jurado profesional esloveno fue por segunda ocasión consecutiva la presentadora de televisión, Lorella Flego.

### Semifinal 1

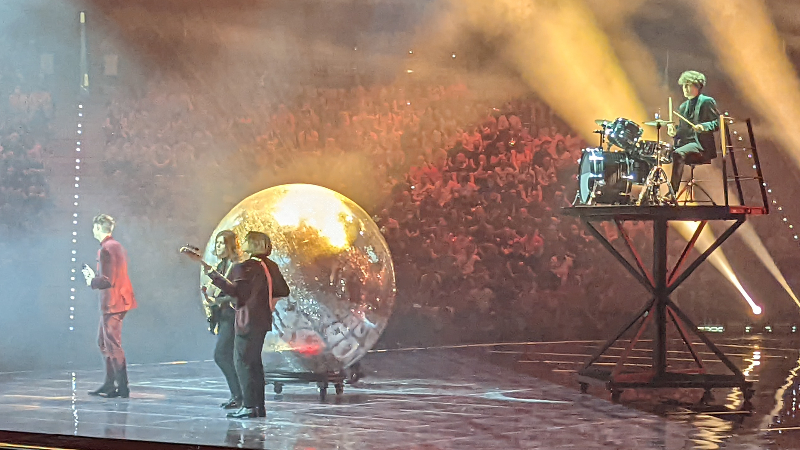
LPS durante la primera semifinal.

LPS tomó parte de los ensayos los días 30 de abril y 4 de mayo así como de los ensayos generales con vestuario de la primera semifinal los días 9 y 10 de mayo. El ensayo general de la tarde del 9 será tomado en cuenta por los jurados profesionales para emitir sus votos, que representan el 50% de los puntos. Eslovenia se presentará en la posición 5, detrás de Ucrania y por delante de Suiza.
La actuación eslovena tuvo a los cinco miembros de la banda en el escenario tocando la canción con el vocalista Filip Vidušin del grupo interpretando la canción. En el centro del escenario se ubicó una bola gigante de disco la cual escondía una plataforma alta en la cual se ubicaba el baterista. La iluminación del escenario se mantuvo en colores dorados con las luces del arco haciendo juegos alrededor de la bola de disco y con la pantalla LED mostrando un fondo de cuadros dorados que hacían distintos efectos similares a las luces.
Al final del show, Eslovenia no fue anunciada como uno de los países clasificados para la gran final. Los resultados revelados una vez terminado el festival, posicionaron a Eslovenia en 17° y último lugar de la semifinal con un total de 15 puntos, habiendo obtenido la 16.ª y antepúltima posición del jurado profesional con solo 7 puntos y el 17.º y último lugar del televoto con 8 puntos. Esta significó la segunda ocasión en la historia que Eslovenia finaliza en el último puesto de su semifinal.

### Votación

#### Puntuación a Eslovenia

##### Semifinal 1
| Jurado    | Jurado    | Jurado    | Jurado   | Jurado                    |
| 12 puntos | 10 puntos | 8 puntos  | 7 puntos | 6 puntos                  |
| --------- | --------- | --------- | -------- | ------------------------- |
|           |           |           |          |                           |
| 5 puntos  | 4 puntos  | 3 puntos  | 2 puntos | 1 punto                   |
| - Croacia |           |           |          | - Moldavia - Países Bajos |
| Televoto  |           |           |          |                           |
| 12 puntos | 10 puntos | 8 puntos  | 7 puntos | 6 puntos                  |
|           |           | - Croacia |          |                           |
| 5 puntos  | 4 puntos  | 3 puntos  | 2 puntos | 1 punto                   |
|           |           |           |          |                           |

#### Votación realizada por Eslovenia
| Puntos    | Jurado       | Televoto     |
| --------- | ------------ | ------------ |
| 12 puntos | Lituania     | Croacia      |
| 10 puntos | Países Bajos | Ucrania      |
| 8 puntos  | Croacia      | Grecia       |
| 7 puntos  | Ucrania      | Moldavia     |
| 6 puntos  | Portugal     | Albania      |
| 5 puntos  | Grecia       | Lituania     |
| 4 puntos  | Suiza        | Noruega      |
| 3 puntos  | Letonia      | Países Bajos |
| 2 puntos  | Noruega      | Portugal     |
| 1 punto   | Armenia      | Dinamarca    |

| Puntos    | Jurado       | Televoto     |
| --------- | ------------ | ------------ |
| 12 puntos | Italia       | Serbia       |
| 10 puntos | Lituania     | Ucrania      |
| 8 puntos  | Ucrania      | Grecia       |
| 7 puntos  | Países Bajos | Moldavia     |
| 6 puntos  | Serbia       | Italia       |
| 5 puntos  | Suiza        | Suecia       |
| 4 puntos  | Grecia       | España       |
| 3 puntos  | Portugal     | Noruega      |
| 2 puntos  | Reino Unido  | Lituania     |
| 1 punto   | España       | Países Bajos |

##### Desglose
El jurado esloveno estuvo compuesto por:
- Alenka Godec
- Arne
- Gaber Radojevič
- Lucija Harum
- Tilen Artač

| Semifinal 1 | Semifinal 1  | Semifinal 1                | Semifinal 1                | Semifinal 1                | Semifinal 1                | Semifinal 1                | Semifinal 1                | Semifinal 1                | Semifinal 1                | Semifinal 1                |
| N.º         | País         | Jurado                     | Jurado                     | Jurado                     | Jurado                     | Jurado                     | Jurado                     | Jurado                     | Televoto                   | Televoto                   |
| N.º         | País         | Jurado A                   | Jurado B                   | Jurado C                   | Jurado D                   | Jurado E                   | Ranking                    | Puntos                     | Ranking                    | Puntos                     |
| ----------- | ------------ | -------------------------- | -------------------------- | -------------------------- | -------------------------- | -------------------------- | -------------------------- | -------------------------- | -------------------------- | -------------------------- |
| 01          | Albania      | 12                         | 15                         | 16                         | 13                         | 15                         | 15                         |                            | 5                          | 6                          |
| 02          | Letonia      | 9                          | 8                          | 9                          | 9                          | 8                          | 8                          | 3                          | 15                         |                            |
| 03          | Lituania     | 1                          | 3                          | 7                          | 2                          | 1                          | 1                          | 12                         | 6                          | 5                          |
| 04          | Suiza        | 7                          | 5                          | 4                          | 5                          | 2                          | 7                          | 4                          | 14                         |                            |
| 05          | Eslovenia    | -------------------------- | -------------------------- | -------------------------- | -------------------------- | -------------------------- | -------------------------- | -------------------------- | -------------------------- | -------------------------- |
| 06          | Ucrania      | 5                          | 1                          | 6                          | 6                          | 4                          | 4                          | 7                          | 2                          | 10                         |
| 07          | Bulgaria     | 16                         | 16                         | 14                         | 16                         | 16                         | 16                         |                            | 16                         |                            |
| 08          | Países Bajos | 2                          | 6                          | 3                          | 1                          | 6                          | 2                          | 10                         | 8                          | 3                          |
| 09          | Moldavia     | 15                         | 10                         | 11                         | 10                         | 12                         | 11                         |                            | 4                          | 7                          |
| 10          | Portugal     | 3                          | 4                          | 1                          | 7                          | 9                          | 5                          | 6                          | 9                          | 2                          |
| 11          | Croacia      | 6                          | 2                          | 5                          | 3                          | 3                          | 3                          | 8                          | 1                          | 12                         |
| 12          | Dinamarca    | 13                         | 13                         | 8                          | 11                         | 14                         | 12                         |                            | 10                         | 1                          |
| 13          | Austria      | 14                         | 14                         | 15                         | 12                         | 13                         | 14                         |                            | 13                         |                            |
| 14          | Islandia     | 11                         | 11                         | 12                         | 15                         | 10                         | 13                         |                            | 12                         |                            |
| 15          | Grecia       | 4                          | 7                          | 2                          | 4                          | 5                          | 6                          | 5                          | 3                          | 8                          |
| 16          | Noruega      | 8                          | 12                         | 10                         | 8                          | 7                          | 9                          | 2                          | 7                          | 4                          |
| 17          | Armenia      | 10                         | 9                          | 13                         | 14                         | 11                         | 10                         | 1                          | 11                         |                            |

| Final | Final           | Final    | Final    | Final    | Final    | Final    | Final   | Final  | Final    | Final    |
| N.º   | País            | Jurado   | Jurado   | Jurado   | Jurado   | Jurado   | Jurado  | Jurado | Televoto | Televoto |
| N.º   | País            | Jurado A | Jurado B | Jurado C | Jurado D | Jurado E | Ranking | Puntos | Ranking  | Puntos   |
| ----- | --------------- | -------- | -------- | -------- | -------- | -------- | ------- | ------ | -------- | -------- |
| 01    | República Checa | 18       | 17       | 13       | 15       | 20       | 17      |        | 22       |          |
| 02    | Rumania         | 20       | 25       | 25       | 25       | 25       | 25      |        | 17       |          |
| 03    | Portugal        | 6        | 3        | 10       | 9        | 21       | 8       | 3      | 13       |          |
| 04    | Finlandia       | 25       | 22       | 24       | 24       | 23       | 24      |        | 11       |          |
| 05    | Suiza           | 4        | 11       | 6        | 12       | 5        | 6       | 5      | 16       |          |
| 06    | Francia         | 24       | 16       | 16       | 19       | 24       | 20      |        | 20       |          |
| 07    | Noruega         | 14       | 13       | 12       | 17       | 3        | 12      |        | 8        | 3        |
| 08    | Armenia         | 10       | 18       | 18       | 22       | 19       | 16      |        | 21       |          |
| 09    | Italia          | 1        | 2        | 7        | 1        | 1        | 1       | 12     | 5        | 6        |
| 10    | España          | 12       | 10       | 9        | 6        | 9        | 10      | 1      | 7        | 4        |
| 11    | Países Bajos    | 7        | 5        | 1        | 4        | 7        | 4       | 7      | 10       | 1        |
| 12    | Ucrania         | 3        | 6        | 2        | 5        | 4        | 3       | 8      | 2        | 10       |
| 13    | Alemania        | 19       | 14       | 19       | 16       | 18       | 19      |        | 15       |          |
| 14    | Lituania        | 2        | 12       | 4        | 3        | 2        | 2       | 10     | 9        | 2        |
| 15    | Azerbaiyán      | 11       | 7        | 14       | 14       | 13       | 14      |        | 25       |          |
| 16    | Bélgica         | 8        | 19       | 21       | 7        | 10       | 13      |        | 19       |          |
| 17    | Grecia          | 9        | 4        | 11       | 8        | 6        | 7       | 4      | 3        | 8        |
| 18    | Islandia        | 22       | 20       | 20       | 20       | 17       | 21      |        | 24       |          |
| 19    | Moldavia        | 21       | 21       | 23       | 23       | 22       | 23      |        | 4        | 7        |
| 20    | Suecia          | 17       | 8        | 5        | 10       | 11       | 11      |        | 6        | 5        |
| 21    | Australia       | 16       | 15       | 15       | 13       | 12       | 15      |        | 23       |          |
| 22    | Reino Unido     | 15       | 9        | 3        | 11       | 8        | 9       | 2      | 14       |          |
| 23    | Polonia         | 23       | 23       | 22       | 21       | 15       | 22      |        | 18       |          |
| 24    | Serbia          | 5        | 1        | 8        | 2        | 14       | 5       | 6      | 1        | 12       |
| 25    | Estonia         | 13       | 24       | 17       | 18       | 16       | 18      |        | 12       |          |